# Jan Just
Jan Just (* 14. September 1996 in Mainz) ist ein deutscher Fußballspieler. Der Verteidiger steht beim TSV Schott Mainz unter Vertrag.

## Karriere
Just spielte bis zur B-Jugend in seiner Geburtsstadt für den 1. FSV Mainz 05 und schloss anschließend seine fußballerische Ausbildung in der U19-Bundesligamannschaft des 1. FC Kaiserslautern ab. Obwohl er bei den roten Teufeln in der Verteidigung gesetzt war, wechselte er im Sommer 2015 zum Südwestregionalligisten Wormatia Worms, bei dem er einen Einjahresvertrag erhielt. Für Worms absolvierte Just neun Ligaspiele, davon zwei von Beginn an, und wurde am Saisonende mit der Mannschaft Tabellenneunter.
Anschließend zog es den Abwehrspieler eine Liga tiefer in die Oberliga Rheinland-Pfalz/Saar, wo er beim TSV Schott Mainz einen Vertrag über zwei Jahre unterzeichnete. Just kam in seiner ersten Saison auf 31 Pflichtspiele, wurde als Außenverteidiger und im rechten Mittelfeld eingesetzt. Er konnte je vier Treffer erzielen und vorbereiteten, im Südwestpokal gelangte er mit der Mannschaft bis ins Halbfinale, wo man von seinem alten Verein Wormatia Worms besiegt wurde. In der Liga gelang als Meister jedoch der Aufstieg in die vierte Liga, in der sich Just als Stammkraft in der Verteidigung etablieren konnte und lediglich drei Saisonspiele verpasste. Als Tabellenvorletzter musste Schott Mainz allerdings im Frühjahr 2018 wieder absteigen, weshalb Just den Verein verließ.
Der amtierende Südwestvizemeister SV Waldhof Mannheim nahm ihn dann unter Vertrag und band ihn für zwei Jahre an sich. Just war zunächst in der Viererkette mit Kapitän Kevin Conrad, Michael Schultz sowie Mete Çelik Stammspieler, brach sich dann jedoch Ende September 2018 einen Zeh und fiel für den Rest der Spielzeit aus. In seiner Abwesenheit verlor der Waldhof das Endspiel um den badischen Pokal, konnte in der Liga aber mit 21 Punkten Vorsprung Meister werden und in die 3. Liga aufsteigen. Nach einem in der Vorbereitung zugezogenen Kreuzbandriss fiel der Verteidiger erneut langfristig aus und konnte erst wieder zum 29. Spieltag, der aufgrund der COVID-19-Pandemie Anfang Juni 2020 stattfand, für das Team auf dem Feld stehen. Justs Vertrag in Mannheim wurde am 21. Juni 2020 um ein weiteres Jahr verlängert. Anschließend spielte er in der Saison 2021/22 für Waldhofs Reservemannschaft in der Verbandsliga Baden. Insgesamt gewann er mit dem SVW dreimal den Badischen Pokal. Im Sommer 2022 schloss Just sich dann den Regionalligisten VfR Aalen an. Nach einem Jahr kehrte er 2023 zu seinem ehemaligen Verein und als Aufsteiger künftigen Ligakonkurrenten TSV Schott Mainz zurück, mit dem er ein Jahr später in die Oberliga Rheinland-Pfalz/Saar abstieg.

## Erfolge
TSV Schott Mainz
- Meister der Oberliga Rheinland-Pfalz/Saar und Aufstieg in die Regionalliga Südwest: 2017

SV Waldhof Mannheim
- Meister der Regionalliga Südwest und Aufstieg in die 3. Liga: 2019
- Badischer Pokalsieger: 2020, 2021, 2022